# Polietylen
Polietylen – polimer etenu. Symbol przemysłowy: PE.

## Właściwości
Polietylen LD jest giętki, woskowaty, przezroczysty, termoplastyczny. Traci elastyczność pod wpływem światła słonecznego i wilgoci. Synteza polietylenu jest przykładem polimeryzacji rodnikowej w przypadku LDPE i koordynacyjnej w przypadku HDPE i LLDPE.
Folie z PE charakteryzują się małą przenikalnością dla pary wodnej, łatwo przepuszczają pary substancji organicznych, nie są odporne na węglowodory i ich chloropochodne. Są odporne na działanie roztworów kwasów, zasad i soli oraz niską temperaturę.

## Zastosowanie

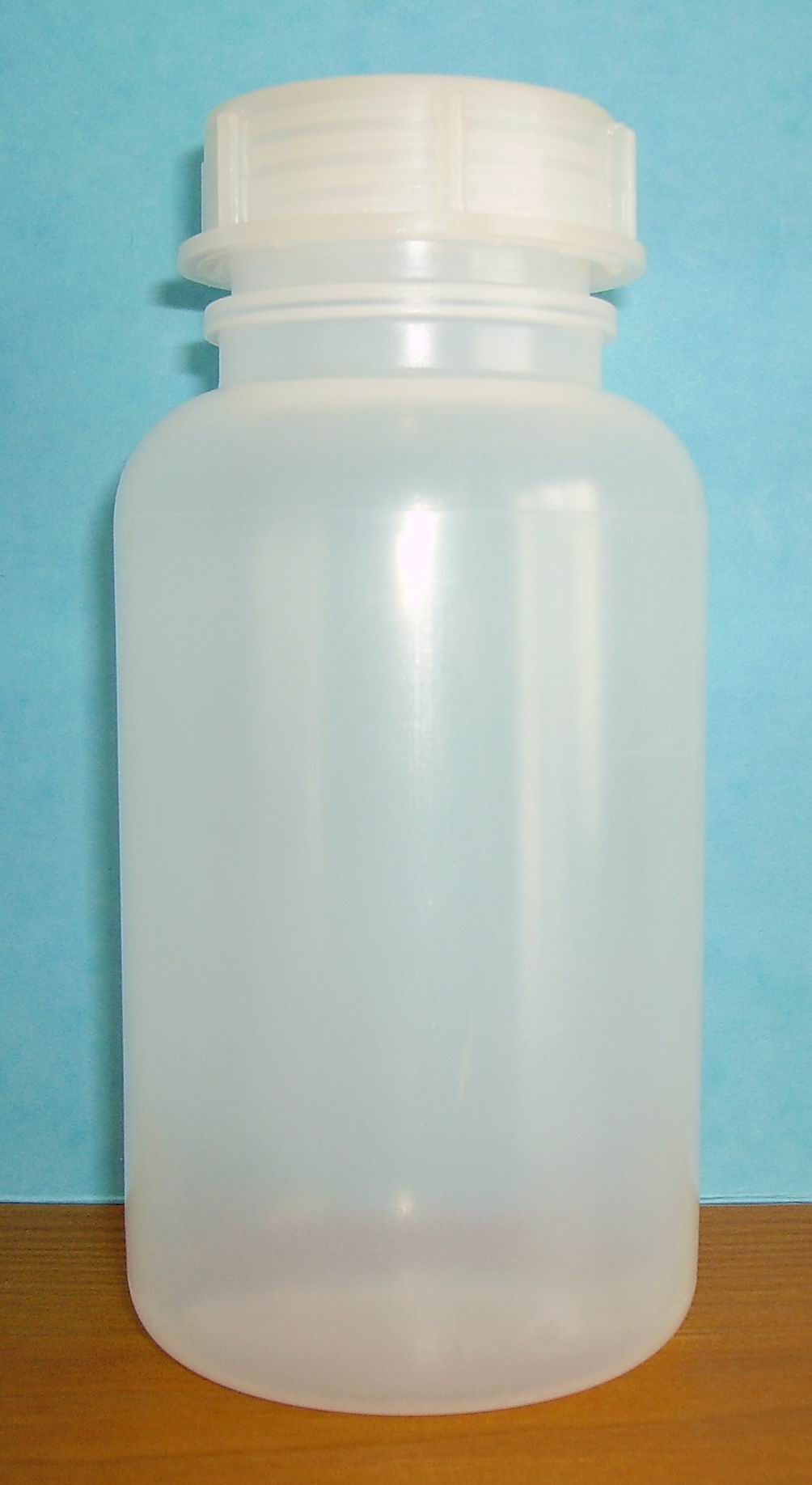
Butelka wykonana z LDPE

Używany do wyrobu: folii (worki, torby), rur, pojemników (butelki, kanistry), zbiorników, opakowań, zakrętek do butelek PET, nart, żagli, markerów, zmywaczy do paznokci oraz toników.
W wędkarstwie, żeglarstwie oraz wspinaczce często stosowane są żyłki polietylenowe lub liny plecione z włókien polietylenowych.

## Systematyka

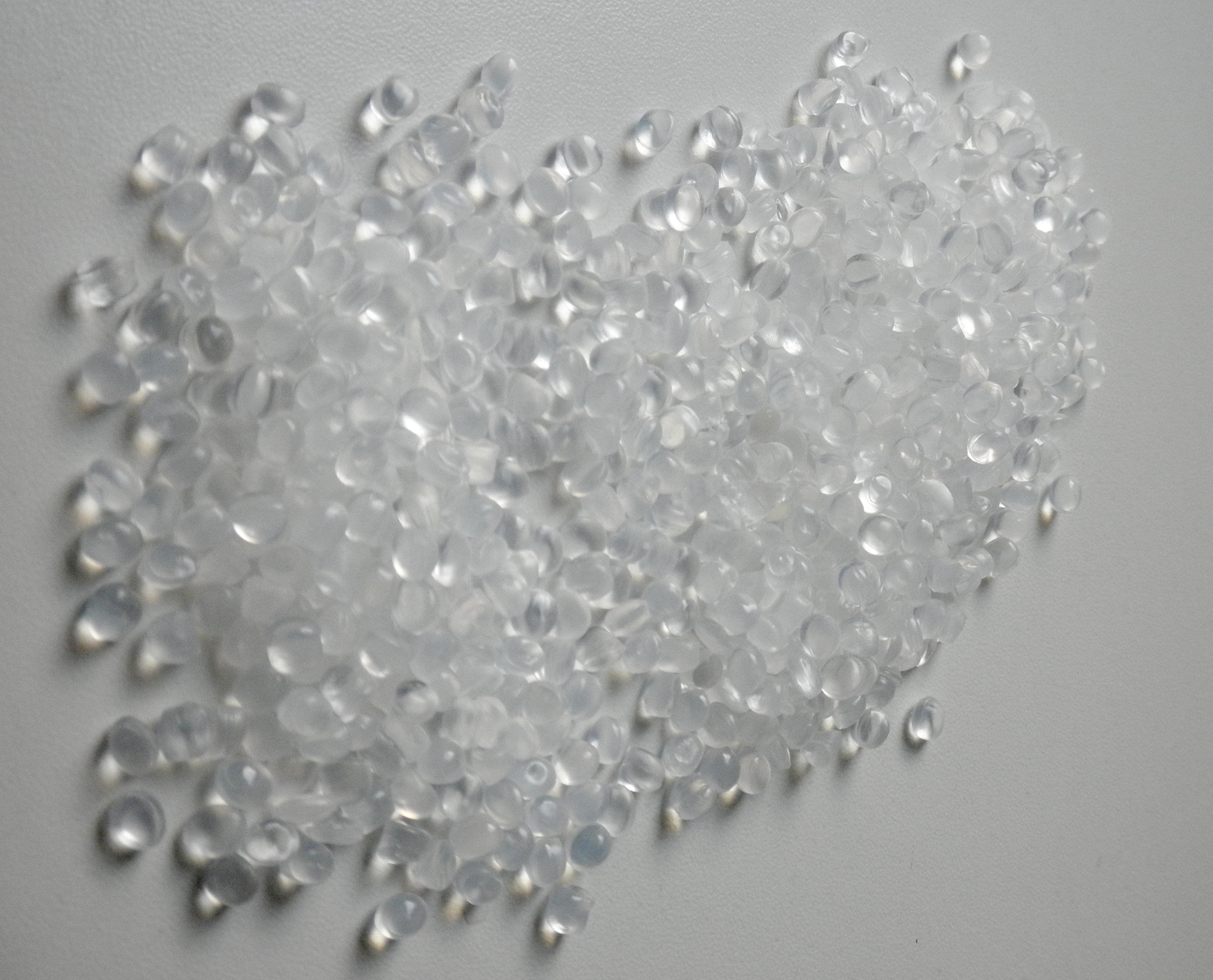
Polietylenowe granule

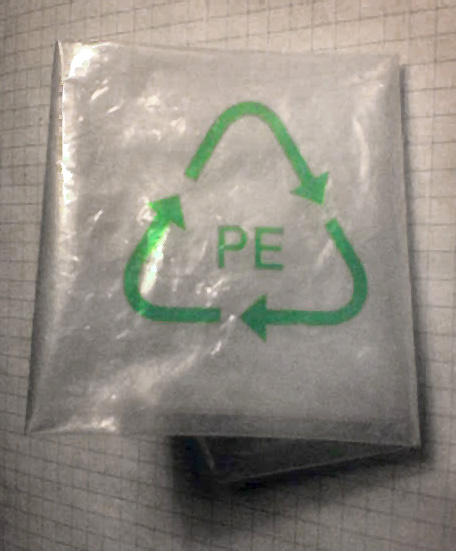
Torba z polietylenu

Właściwości zależą od warunków przeprowadzenia reakcji (ciśnienia, temperatury, katalizatora). Wyróżnia się m.in. :
UHMWPEUltra-high-molecular-weight polyethylene – polietylen o ultrawysokiej masie cząsteczkowej 4 MDa. Włókna z tego materiału są stosowane m.in. do produkcji kamizelek kuloodpornych oraz taśm i repów we wspinaczce oraz żeglarstwie. Sprzedawany m.in. pod nazwami handlowymi spectra i dyneema.
HDPEHigh density PE, PE-HD – polietylen o wysokiej gęstości. Otrzymywany przez polimeryzację niskociśnieniową. Jest twardszy w porównaniu z PE-LD, ma wyższą wytrzymałość mechaniczną, wyższą temperaturę topnienia (125 °C), wyższą barierowość w stosunku do gazów i wyższą odporność chemiczną, wykazuje większą kruchość w niższych temperaturach, jest mniej przezroczysty (mlecznobiały). Najpopularniejsze handlowe odmiany PE-HD to PE 80 i PE 100. Gęstość – 0,94–0,96 g/cm³.
MDPEMedium density PE – o średniej gęstości. Gęstość – 0,926–0,940 g/cm³.
LDPELow density PE, PE-LD – polietylen niskiej gęstości. Jest przezroczysty, giętki i miękki, zachowuje elastyczność w niskiej temperaturze (nawet do –60 °C), bezwonny, całkowicie obojętny fizjologicznie, przepuszczalny dla gazów (tlenu i dwutlenku węgla) i substancji aromatycznych (zapachów), natomiast mało przepuszczalny dla pary wodnej, podatny na zgrzewanie, mało odporny na wyższe temperatury. Gęstość – 0,915–0,935 g/cm³.
LLDPELinear low density PE – niskociśnieniowy liniowy PE o niskiej gęstości (krótkie, nierozgałęzione łańcuchy powstają w wyniku kopolimeryzacji etenu z alkenami o dłuższych łańcuchach). Gęstość – 0,915–0,935 g/cm³.
PEXCross-linked PE – polietylen sieciowany, łańcuchy PE połączone poprzecznie, np. przez silany. Stosowany do produkcji rur i izolacji. Nie jest odwracalnie termoplastyczny.

## Recykling
Do celów związanych z recyklingiem stosuje się osobne oznaczania dla HDPE (nr 2) i LDPE (nr 4):

Symbole recylingu polietylenu

## Historia
Polietylen po raz pierwszy zsyntetyzował niemiecki chemik Hans von Pechmann, który uzyskał go przypadkowo w 1898 z diazometanu. Gdy jego współpracownicy, Eugen Bamberger i Friedrich Tschimer, zbadali białą, woskowatą substancję którą otrzymał, odkryli że składa się ona z wielu grup −CH
2− i nazwali ją polimetylen.
Pierwsza możliwa do przeprowadzenia na dużą skalę synteza polietylenu została odkryta przez Erica Fawcetta i Reginalda Gibsona w ICI Chemicals w 1933. Podczas działania skrajnie wysokim (kilkaset atmosfer) ciśnieniem na mieszaninę etenu i benzaldehydu otrzymali białą, woskowatą substancję. Ponieważ reakcja była inicjowana przez ślady tlenu w aparaturze, była trudna do powtórzenia. Udało się to w 1935, kiedy kolejny chemik z ICI, Michaela Perrin odkrył ten przypadkowy wpływ. Wysokociśnieniowa metoda syntezy polietylenu stała się podstawą przemysłowej produkcji LDPE rozpoczętej w 1939.
Kamieniami milowymi w późniejszej syntezie polietylenu stały się katalizatory, które pozwalają na polimeryzację etylenu w łagodniejszych przedziałach temperatury i ciśnienia. Pierwszym z nich był tlenek chromu(VI), którego właściwości odkryli w 1951 Robert Banks i John Hogan w Phillips Petroleum. Katalizator ten umożliwiał syntezę w temperaturze 150 °C przy ciśnieniu 30 atm.
W 1953 niemiecki chemik Karl Ziegler rozwinął proces oparty na chlorkach tytanu, zwłaszcza chlorku tytanu(IV) TiCl4 i metaloorganicznych związkach glinu, takich jak trietyloglin (Al(C
2H
5)
3). Pozwalał on na syntezę w jeszcze łagodniejszych (60 °C, 1 atm) warunkach niż proces Phillipsa. Proces Phillipsa jest jednak tańszy i łatwiejszy do opanowania, dlatego obie metody pozostają w praktyce przemysłowej do dziś.
Przed końcem lat 50. obu metod – Phillipsa i Zieglera używano do produkcji HDPE. Początkowo Phillips miał problemy z otrzymywaniem HDPE stałej jakości i magazyny wypełniały się wybrakowanym polietylenem. Katastrofa finansowa została powstrzymana w 1957, gdy hula-hoop, zabawka składająca się z kolistej, polietylenowej rurki, stała się modna wśród nastolatków w całych Stanach Zjednoczonych.
Trzeci typ procesu katalitycznego, oparty na metalocenach (związkach sandwiczowych lub kanapkowych, jak ferrocen) został odkryty w 1976 w Niemczech przez Waltera Kaminsy’ego i Hansjörga Sinna. Dowiedziono, że procesy Zieglera i metalocenowy są bardzo elastyczne przy kopolimeryzacji etylenu z innymi alkenami. Stały się one bazą dla żywic etylenowych różnego rodzaju, w tym VLDPE, LLDPE i MDPE.
Do niedawna metaloceny były najbardziej aktywnymi katalizatorami polimeryzacji etylenu. Dużo wysiłku wkłada się w tzw. katalizatory postmetalocenowe, które mogą pozwolić na większą ingerencję w strukturę polietylenu niż metaloceny. Ostatnio prace korporacji Fujita i Mitsui pokazały, że iminofenolowe kompleksy metali grupy 4 wykazują wyższą aktywność niż metaloceny.